# Борид трирения
Борид трирения — бинарное неорганическое соединение
рения и бора
с формулой Re3B,
кристаллы.

## Получение
- Сплавление стехиометрических количеств чистых веществ:

{\displaystyle {\mathsf {3Re+B\ {\xrightarrow {2150^{o}C}}\ BRe_{3}}}}

## Физические свойства
Борид трирения образует кристаллы
ромбической сингонии,
пространственная группа C mcm,
параметры ячейки a = 0,2890 нм, b = 0,9313 нм, c = 0,7258 нм, Z = 4
.
При давлении 10 ГПа и температуре 1800°С вырастили кристаллы
моноклинной сингонии,
пространственная группа C 2/m,
параметры ячейки a = 0,93283 нм, b = 0,28869 нм, c = 0,72927 нм, β = 91,244°, Z = 4
.
Соединение образуется по перитектической реакции при температуре 2150°С и
имеет небольшую область гомогенности.
При температуре 4,7 К соединение переходит в сверхпроводящее состояние
.